# Constelação sistêmica
A constelação sistêmica tem gerado grandes discussões entre a comunidade, sendo considerada um método pseudocientífico. Por outro lado, vem sendo objeto de estudo por vários grupos de instituições ao redor do mundo,  os quais têm realizados esforços para uma melhor compreensão da técnica, bem como suas implicações.
Trata-se de uma técnica que permite acessar as informações inconscientes em um determinado contexto, que podem ser utilizadas para identificação de estruturas presentes nas relações de um sistema (ou seja, organização, equipe, família), servindo como uma ferramenta para analisar situações problemáticas, proporcionando recursos tanto para desenvolvimento (em nível individual e coletivo) como para harmonização de relacionamentos.
A constelação sistêmica é fundamentada na Teoria Geral dos Sistemas e na Cibernética. A teoria dos sistemas se baseia no princípio de que as partes componentes de um sistema podem ser melhor compreendidas no contexto das relações entre si e com outros sistemas, ao invés de isoladamente. Hoje em dia, essa teoria é amplamente aplicável às ciências relacionadas com sistemas, como engenharia, biologia, física, química, economia, ciências sociais, informática e psicologia.
A posição central é o conceito de totalidade, onde ‘o todo é mais do que a soma de suas partes’ em um determinado sistema. Enquanto isso, a cibernética lida com o comportamento de sistemas dinâmicos onde seu comportamento é modificado a partir de determinadas ações de seus componentes, conhecido como feedback de sistemas.
Ao considerar esses princípios gerais, a constelação sistêmica possibilita o desenvolvimento de novos entendimentos sobre as dinâmicas dos problemas, levando à novas percepções e aprendizados. Cabe aqui destacar que mesmo a Constelação Familiar e a Constelação Estrutural são consideradas abstrações da Constelação Sistêmica, do ponto de vista de que tais métodos atuam em um subsistema específico.

## Aplicações da constelação sistêmica
As técnicas de constelação, de forma geral, vêm sendo estudadas e praticadas em todo o mundo. Este método já é muito popularizado na Europa e América do Sul, fazendo parte do sistema público de saúde e jurídico em alguns países, como no caso do Brasil, e está se expandindo rapidamente na América do Norte e na Ásia. Por apresentar esse caráter interdisciplinar, a constelação pode trazer benefícios tanto no contexto individual quanto coletivo, em diversas áreas, dentre as quais destacam-se as seguintes: terapêutica como prática integrativa complementar, organizacional, mediação (no sistema judiciário) e  investigação e/ou  pesquisa.

### Prática integrativa complementar na área terapêutica
Quando aplicada para finalidades terapêuticas, o principal objetivo da constelação é auxiliar no processo de recuperação da saúde. Vale ressaltar que esta técnica não substitui nenhum tratamento médico e serve como método complementar de intervenção. No Brasil, a Constelação Familiar é reconhecida desde 2018 como parte das terapias integrativas e complementares oferecidas pelo Sistema Único de Saúde - SUS.
Dentre as evidências que têm demonstrado os benefícios terapêuticos das intervenções sistêmicas, isoladamente ou como parte de programas, destacam-se as seguintes: problemas emocionais (incluindo ansiedade, depressão, luto, transtorno bipolar e automutilação); transtornos alimentares (incluindo anorexia, bulimia e obesidade); problemas somáticos (incluindo enurese, encoprese, sintomas sem explicação médica e asma e diabetes mal controladas), uso de substâncias, transtornos relacionados a traumas e até mesmo psicóticos.

### Ambiente organizacional/empresarial
Nessa área, o objetivo das constelações é esclarecer assuntos complexos, possibilitando a obtenção de soluções sobre os padrões de comportamento dominantes em um determinado sistema organizacional. Dessa maneira, as empresas se beneficiam por alcançarem resultados mais sustentáveis em um tempo relativamente curto e de maneira econômica.
É importante ressaltar que o conceito de sustentabilidade está muito ligado ao equilíbrio dos sistemas, nesse caso de organizações e empresas, considera-se a empresa como um sistema e os componentes são tudo o que compõe a empresa como funcionários, fluxo de caixa, produtos, serviços e cadeias de produção. Quando o sistema empresa entra em homeostase, a empresa alcança um valor ótimo de produção sem sacrificar a homeostase ou equilíbrio de seus componentes, assegurando assim benefício a todos envolvidos.
A constelação sistêmica é usada desde a década de 1990 em diversas situações do ambiente empresarial, tal como: diagnóstico e desenvolvimento da cultura organizacional, desenvolvimento de recursos humanos, processos de terceirização e finanças, processos de inovação, gestão de projetos, marketing, desenvolvimento educacional e implementação de estratégias de desenvolvimento sustentável.

### Mediação de conflitos no sistema judiciário
O uso de abordagens sistêmicas em processos de mediação de conflitos é relativamente recente, atuando tanto na esfera local quanto internacional. E como resultado há um auxílio considerável na compreensão das dinâmicas conflituosas,  emergindo planos de ação para restabelecer o equilíbrio do sistema. No Brasil, a prática foi introduzida no sistema judiciário pelo juiz Sami Storch em 2004, e atualmente já é utilizada por aproximadamente 63% dos estados brasileiros, incluindo o Distrito Federal.
A constelação é geralmente aplicada na fase pré-processual, especialmente nos contextos familiares, sucessão, adoção, contratos, recuperação judicial e  penal. Vale ressaltar também que a constelação promove grandes benefícios em programas de atendimento humanizado no sistema prisional. A constelação assume um papel significativo na mediação de conflitos, permitindo a identificação de padrões repetidamente problemáticos. Uma vez que as partes estão cientes dos motivos dos desequilíbrios nas relações, é possível encontrar soluções criativas para transformar sua realidade comportamental. 

### Pesquisa ou investigação
Embora as técnicas de constelação sejam empregadas há mais de 5 décadas, apenas nos anos mais recentes elas entraram no mundo acadêmico e estão sendo aplicadas em pesquisas científicas. Nesse caso, as constelações são empregadas como um método de pesquisa e ensino com a finalidade de gerar dados e novas percepções, a partir da observação e análise das dinâmicas envolvidas em um sistema particular, sem necessariamente alterá-lo por meio de hipóteses e intervenções, tal como ocorre na abordagem terapêutica, por exemplo. 
O foco central é o ganho de conhecimento e expansão cognitiva, trazendo efeitos positivos na comunicação, formação e concretização de objetivos, bem como na construção de estratégias e tomada de decisões. Assim, a intenção da prática é acionar um processo de reflexão que, a partir do diálogo entre diversas perspectivas, algo novo possa ser criado.

## Limitações
Apesar dos supostos benefícios reportados, a eficácia da técnica precisa ser rigorosamente estudada para que seja cientificamente comprovada. Cabe ressaltar que a constelação familiar, a qual foi desenvolvida por Bert Hellinger e deriva da constelação sistêmica, não é reconhecida pelo Conselho Federal de Psicologia do Brasil nem pelo Conselho Federal de Medicina, diferente de abordagens como o psicodrama e teorias nas quais possivelmente a técnica se respalda sejam reconhecidas. Isso porque há uma carência em estudos que atendam aos critérios científicos necessários para a comprovação da eficácia no uso da constelação familiar. A rigor, a técnica não deve ser utilizada sem o reconhecimento da entidades médicas, além de não substituir métodos terapêuticos tradicionais que possuem amplo amparo científico.
Diversas iniciativas tem sido realizadas nesse sentido, no entanto, grande parte dos estudos experimentais apresentam limitações de validação, especialmente nos casos de aplicação terapêutica. Ademais, aspectos relacionados à fundamentação teórica baseada no rigor científico, e reprodutibilidade do método, posicionamento ético dos facilitadores além da maneira como os princípios da técnica são aplicados precisam ser avaliados cuidadosamente.